# Cyclops nivalis
Cyclops nivalis – gatunek widłonoga z rodziny Cyclopidae, nazwa naukowa gatunku została po raz pierwszy opublikowana w 1885 roku przez węgierskiego zoologa Eugena von Dadaya.